# تفاح الهملايا
تفاح الهملايا (الاسم العلمي:Malus himalaica) هو نوع غير مؤكد من النباتات يتبع جنس التفاح من الفصيلة الوردية. سمي هذا النوع نسبةً إلى جبال الهملايا.